# 中共晋冀鲁豫中央局和军区旧址
中共晋冀鲁豫中央局和军区旧址或称冶陶中共晋冀鲁豫中央局旧址，位于河北省邯郸市武安市冶陶镇，是第二次国共内战时期晋冀鲁豫边区党政军首脑机关的所在地。2006年5月25日，被公布为全国重点文物保护单位。

## 概述
旧址包括中央局旧址、军区司令部旧址、领导人旧址、华北财经会议旧址、华北财经办事处旧址、土地会议会址、南征会议会址、防空洞、地道等。中央局旧址为一四合院建筑，坐北朝南。始建于1931年至1932年，原为洋学堂，1941年至1942年为抗日学校。军区司令部旧址也称军区作战部，为一典型四合院建筑，坐北朝南。 刘伯承、邓小平、李达旧居位于冶陶村中央局旧址大院东200米处，建于1932年，原为武安县伪县长住宅，建筑保存较完整。居坐南朝北，由三个小院组成。前院为李达旧居，中院为刘伯承、邓小平旧居，后院为勤杂人员居住。薄一波旧居位于军区司令部东约5米，为一四合院建筑，坐北朝南，建于1930年左右，原为本村财主住宅，后分给村民居住。1946年10月，薄一波和夫人胡朋曾在此接斯特朗。
1982年7月23日，河北省人民政府将晋冀鲁豫军区旧址列为河北省文物保护单位。2006年5月25日，中共晋冀鲁豫中央局和军区旧址入选全国重点文物保护单位。